# ラオ1号
ラオ1号はラオス政府と中国企業が共同出資するラオ衛星合資会社が運用する通信衛星で、ハイビジョンテレビ放送、遠隔医療、遠隔教育、政府緊急通信に利用される計画である。
2015年11月25日、四川省西昌から打ち上げに成功し、習近平中国共産党中央委員会総書記・国家主席とラオスのチュンマリー・サイニャソーン人民革命党中央委員会書記長・国家主席は同日、相互に祝電を送った。